# 紀元前704年
紀元前704年（きげんぜん704ねん）は、西暦（ローマ暦）による年。紀元前1世紀の共和政ローマ末期以降の古代ローマにおいては、ローマ建国紀元50年として知られていた。紀年法として西暦（キリスト紀元）がヨーロッパで広く普及した中世時代初期以降、この年は紀元前704年と表記されるのが一般的となった。

## 他の紀年法
- 干支 : 丁丑
- 中国
  - 周 - 桓王16年
  - 魯 - 桓公8年
  - 斉 - 釐公27年
  - 晋 - 晋侯緡3年
  - 秦 - 寧公12年
  - 楚 - 武王37年
  - 宋 - 荘公7年
  - 衛 - 宣公15年
  - 陳 - 利公3年
  - 蔡 - 桓侯11年
  - 曹 - 桓公53年
  - 鄭 - 荘公40年
  - 燕 - 宣侯7年
- 朝鮮
  - 檀紀1630年
- ユダヤ暦 : 3057年 - 3058年

## できごと

### 中国
- 楚の武王が随を攻撃し、速杞で会戦してこれを破った。
- 周の桓王が虢仲に命じて哀侯の弟の晋侯緡を擁立させた。

## 死去
- 秦の寧公